# حي الفرافرة
حي الفرافرة هو أحد الأحياء التاريخية الأثرية القديمة في مدينة حلب القديمة.
يعود لفترة زمنية قديمة، وإن بعض أوابده تعود إلى أكثر من ثمانمئة عام كالمدرسة العصرونية التي بنيت في عهد بني «مرداس»، وجعل منها «نور الدين زنكي» مدرسة عام /1156/م، أما شهرته فقد وصلت «دار السعادة» «إسطنبول» عاصمة أكبر إمبراطورية في القرن السادس عشر، وقد سكنه أكبر موظفيها في بلاد الشام- تجار الشرق الأوسط.
يقال أن اسم الفرافرة مستوحى من واحة الفرافرة في الصراء الليبية ويقال أيضاً أنها نسبة إلى بني فرفور وكانوا رؤساء. توسع الحي قبل سبعمئة وخمسين عاماً، وازدادت أهميته، بالإضافة إلى دوره السكنية الرائعة أنشئت فيه المدارس، بعضها في الزوايا والجوامع والتكايا حيث تعقد حلقات الدرس، وبعضها أنشئ على الأسلوب الحديث حيث يتم تعليم الحساب والفلك والطب والعلوم العصرية، وحين كان في "حلب" ثلاثة عشر مكتباً رشديا، كان خمسة منها في «حي الفرافرة»، من أصل ثلاثة عشر مكتباً رشديا، وفيه خمس حمامات من أصل اثنين وأربعين حماماً أحدها حمام السلطان باسم الملك "الظاهر غازي بن صلاح الدين.
حالياً أصبح «حي الفرافرة» ورشات ومستودعات لأنها تقع بجانب سويقة علي المركز التجاري.

## أعلامها
- عبد الرحمن بن أحمد الحجار، (1853 - 5 أكتوبر 1918) فقيه شافعي وصوفي وخطيب ديني.
- لطفي الصقال